# Aldeaseca de la Frontera
Aldeaseca de la Frontera ist eine westspanische Gemeinde (municipio) in der Provinz Salamanca in der Autonomen Gemeinschaft Kastilien-León. Die Gründung der Gemeinde geschah im Mittelalter im Zuge der Repoblación durch die Könige von León, wobei die Gemeinde zu Villoria gehörte und unter die Gerichtsbarkeit von Salamanca und dem Königreich León fiel. Den Namenszusatz de La Frontera erhielt die Gemeinde, weil sie sich zur Zeit der León und des Kastilien an der Grenze des Territoriums des Königreiches León befand. Nach Schaffung von Provinzen im Jahr 1833 gehörte die Gemeinde zu Provincia de Salamanca in der Región Leonesa, die durch die Ergänzung eines Teils von Peñaranda de Bracamonte gebildet wurde.
Seit der zweiten Hälfte des 20. Jahrhunderts hat sie, wie viele Gemeinden der Region, einen Bevölkerungsrückgang erlebt. Nachdem im Jahr 1950 noch 679 Einwohner in ihr lebten, hatte sie im Jahr 2024 noch 248 Einwohner.

## Bevölkerungsentwicklung
| Jahr      | 1900 | 1950 | 1960 | 1970 | 1981 | 1991 | 2000 | 2018 |
| Einwohner | 786  | 679  | 725  | 542  | 467  | 422  | 352  | 269  |